# David Brown (skoczek narciarski)
David Brown (ur. 16 września 1965 w Thunder Bay) – kanadyjski skoczek narciarski. Olimpijczyk (uczestnik Zimowych Igrzysk Olimpijskich 1984 w Sarajewie), uczestnik mistrzostw świata seniorów (1984 i 1985) oraz juniorów (1982 i 1983).

## Życiorys
Wziął udział w dwóch konkursach skoków narciarskich w ramach Zimowych Igrzysk Olimpijskich 1984. Zajął 51. miejsce w konkursie na skoczni normalnej i 47. miejsce na skoczni dużej.
Startował również w mistrzostwach świata seniorów – w 1984 w nieoficjalnym konkursie drużynowym zajął z reprezentacją Kanady 12. pozycję, a w 1985 był 58. w rywalizacji indywidualnej na skoczni dużej, a w zawodach drużynowych Kanada z Brownem w składzie uplasowała się na 13. lokacie, jednak on sam nie oddał w tym konkursie żadnej próby.
Dwukrotnie brał udział w mistrzostwach świata juniorów – w 1982 zajął 45. pozycję w konkursie indywidualnym, a w 1983 w tej samej konkurencji był 28.
W swojej karierze w latach 1981–1988 wystąpił w 48 konkursach Pucharu Świata. W cyklu tym zadebiutował 21 lutego 1981 w Thunder Bay, gdzie zajął 66. lokatę, a punkty zdobywał dwukrotnie – 12 grudnia 1983 w Thunder Bay (12. miejsce) i 8 grudnia 1984 w tym samym miejscu (11. pozycja). Ponadto jeszcze sześciokrotnie zajmował miejsca w czołowej „trzydziestce” plasując się w drugiej i trzeciej dziesiątce, jednak ówczesna punktacja obejmowała jedynie pierwszych 15 miejsc każdego konkursu. Dwukrotnie (1984 i 1985) został sklasyfikowany w piątej dziesiątce klasyfikacji końcowej Turnieju Czterech Skoczni.
Kilkukrotnie startował w Pucharze Europy, punktując raz (5 marca 1986 w Örnsköldsvik był 14.). Brał też udział w zawodach międzynarodowych niższej rangi rozgrywanych w Stanach Zjednoczonych i Kanadzie. 17 marca 1985 w Lake Placid stanął na najniższym stopniu podium zawodów z cyklu Pacific Rim Cup. W 1982 został mistrzem Kanady juniorów na skoczni normalnej.

## Igrzyska olimpijskie

### Indywidualnie
| 1984 Sarajewo | – | 51. miejsce (skocznia normalna), 47. miejsce (skocznia duża) |

### Starty D. Browna na zimowych igrzyskach olimpijskich – szczegółowo
| Igrzyska | Miejscowość | Data           | Skocznia | Konkurs | Skok 1    | Skok 1 | Skok 2    | Skok 2 | Nota łączna | Miejsce | Strata | Zwycięzca     | Źródło |
| Igrzyska | Miejscowość | Data           | Skocznia | Konkurs | Odległość | Nota   | Odległość | Nota   | Nota łączna | Miejsce | Strata | Zwycięzca     | Źródło |
| -------- | ----------- | -------------- | -------- | ------- | --------- | ------ | --------- | ------ | ----------- | ------- | ------ | ------------- | ------ |
| ZIO 1984 | Sarajewo    | 12 lutego 1984 | normalna | ind.    | 71,0      | 70,6   | 77,0      | 83,2   | 153,8       | 51.     | 61,4   | Jens Weißflog | [ 3 ]  |
| ZIO 1984 | Sarajewo    | 18 lutego 1984 | duża     | ind.    | 81,0      | 57,1   | 84,5      | 64,5   | 121,6       | 47.     | 109,6  | Matti Nykänen | [ 4 ]  |

## Mistrzostwa świata

### Indywidualnie
| 1985 Seefeld | – | 58. miejsce (skocznia duża) |

### Drużynowo
| 1984 Engelberg | – | 12. miejsce |
| 1985 Seefeld   | – | 13. miejsce |

## Mistrzostwa świata juniorów

### Indywidualnie
| 1982 Murau  | – | 45. miejsce |
| 1983 Kuopio | – | 28. miejsce |